# Герои Социалистического Труда Литвы
В настоящий список включены:
- Герои Социалистического Труда, на момент присвоения звания проживавшие на территории Литовской ССР (соответствующей границам современной Литвы) — 164 человека;
- уроженцы Литвы, удостоенные звания Героя Социалистического Труда в других регионах СССР — 6 человек.

Вторая часть списка может быть неполной из-за отсутствия данных о месте рождения ряда Героев.
В таблицах отображены фамилия, имя и отчество Героев, должность и место работы на момент присвоения звания, дата Указа Президиума Верховного Совета СССР, отрасль народного хозяйства, а также ссылка на биографическую статью на сайте «Герои страны». Формат таблиц предусматривает возможность сортировки по указанным параметрам путём нажатия на стрелку в нужной графе.

## История
Первое присвоение звания Героя Социалистического Труда в Литовской ССР произошло 11 апреля 1949 года, когда Указом Президиума Верховного Совета СССР за получение высокого урожая пшеницы и ржи этого звания были удостоены звеньевые двух литовских совхозов П. И. Жмеяускас и А. И. Миклушис.

## Лица, удостоенные звания Героя Социалистического Труда в Литовской ССР
| №   | Фамилия, имя, отчество                                         | Даты жизни              | Деятельность | Дата присвоения | Отрасль            | ГС        |
| --- | -------------------------------------------------------------- | ----------------------- | --- | --------------- | ------------------ | --------- |
| 1   | Абрайтис Юлионас Андрюс                                        | 1912—1999               | Обжигальщик изделий Рокайского керамического завода Министерства промышленности строительных материалов Литовской ССР, Каунасский район                                  | 07.05.1971      | промстройматериалы |           |
| 2   | Аверлингене Антонина Зеноновна                                 | 18.09.1920 — 01.07.1977 | Бригадир хромоотделочного цеха кожевенно-обувного комбината «Эльняс» Литовского совнархоза, гор. Шяуляй                                                                  | 07.03.1960      | легпром            | [ ГС 1 ]  |
| 3   | Адомавичюс Винцас Казевич                                      | 05.05.1912 — 19.01.1973 | Председатель колхоза имени Черняховского Капсукского района Литовской ССР                                                                                                | 05.04.1958      | сельское хозяйство | [ ГС 2 ]  |
| 4   | Андрашунас Альфонсас Иозович                                   | 1916 — ????             | Бригадир колхоза имени Каролиса Пожела Линкувского района Литовской ССР                                                                                                  | 05.04.1958      | сельское хозяйство |           |
| 5   | Аяускайте Валерия Антано                                       | род. 1937               | Доярка колхоза «Пяргале» Биржайского района Литовской ССР | 06.09.1973      | сельское хозяйство |           |
| 6   | Багдонас Бронюс Ионович                                        | 1914 — ????             | Председатель колхоза «Пушалотас» Пасвальского района Литовской ССР | 31.12.1965      | сельское хозяйство |           |
| 7   | Базарас Казимерас Казио                                        | 13.09.1931 — 10.09.2018 | Столяр объединения мебельных предприятий «Вильнюс» Министерства мебельной и деревообрабатывающей промышленности Литовской ССР, гор. Вильнюс                              | 07.05.1971      | лесбумпром         |           |
| 8   | Балтрушайтис Альбинас Пранович                                 | род. 1928               | Машинист экскаватора Шяуляйского управления мелиоративного строительства Министерства мелиорации и водного хозяйства Литовской ССР                                       | 23.06.1966      | мелиоводхоз        |           |
| 9   | Балтрушайтис Витаутас Антанович                                | род. 1930               | Расточник-координатчик Каунасского радиозавода Литовского совнархоза | 01.10.1965      | радиоэлектронпром  | [ ГС 3 ]  |
| 10  | Барткус Стасис Йонович                                         | 03.03.1929 — 2012       | Первый секретарь Пасвальского райкома Компартии Литвы | 14.12.1984      | госуправление      |           |
| 11  | Барусявичюс Иозас Домович                                      | 05.10.1926 — 15.01.2022 | Старший мастер по добыче рыбы большого морозильного рыболовного траулера «Крылов» Литовского производственного управления рыбной промышленности, гор. Клайпеда           | 13.04.1963      | рыбпром            |           |
| 12  | Бенгардавичюс Владас Ионович                                   | 1909—1972               | Председатель колхоза «Большевикас» Каунасского района Литовской ССР | 05.04.1958      | сельское хозяйство |           |
| 13  | Брукас Ионас Ионович                                           | 1907—1976               | Председатель колхоза «Аушра» Каунасского района Литовской ССР | 22.03.1966      | сельское хозяйство |           |
| 14  | Бублис Антанас Антано                                          | род. 1932               | Заведующий фермой крупного рогатого скота колхоза «Кунигишкяй» Пренайского района Литовской ССР                                                                          | 08.04.1971      | сельское хозяйство |           |
| 15  | Бундзене Геновайте Пиюсовна                                    | 1914 — ????             | Председатель колхоза «Кяляс и комунизма» Вилькийского района Литовской ССР                                                                                               | 05.04.1958      | сельское хозяйство |           |
| 16  | Бучинскас Пятрас Игнович                                       | 1902 — ????             | Председатель колхоза имени М. Мельникайте Паневежского района Литовской ССР                                                                                              | 01.10.1965      | сельское хозяйство |           |
| 17  | Вайтекунас Клямас Пранович                                     | 1907 — ????             | Бригадир колхоза «Пергале» Жагарского района Шяуляйской области Литовской ССР                                                                                            | 06.10.1950      | сельское хозяйство |           |
| 18  | Вайчулис Витаутас Леоно                                        | род. 1932               | Тракторист-комбайнёр колхоза «Раудонойи велява» Шяуляйского района Литовской ССР                                                                                         | 12.12.1973      | сельское хозяйство |           |
| 19  | Валтаурис Андрюс Ионо                                          | 1932—2014               | Тракторист-комбайнёр колхоза «Бяндрас дарбас» Биржайского района Литовской ССР                                                                                           | 27.12.1976      | сельское хозяйство |           |
| 20  | Варнене Ядвига Иозовна                                         | род. 1926               | Начальник цеха Вильнюсского объединения швейных предприятий «Лелия» Министерства лёгкой промышленности Литовской ССР                                                     | 09.06.1966      | легпром            |           |
| 21  | Висоцкис Эугениюс Казевич                                      | 1934—2002               | Помощник мастера шёлкового комбината имени П. Зибертаса Министерства лёгкой промышленности Литовской ССР, гор. Каунас                                                    | 17.03.1981      | легпром            | [ ГС 4 ]  |
| 22  | Виткене Стасе Изидоровна                                       | 16.11.1914 — ????       | Свинарка колхоза «Гегужес Пирмойи» Шяуляйского уезда Литовской ССР | 11.07.1950      | сельское хозяйство |           |
| 23  | Вишинскас Ромуальдас Мотеяус                                   | 26.02.1920 — 24.09.2017 | Председатель колхоза «Аушра» Шакяйского района Литовской ССР | 08.04.1971      | сельское хозяйство |           |
| 24  | Вишинскис Зигмас Домович                                       | 1912 — ????             | Председатель колхоза имени Сталина Прекульского района Литовской ССР | 05.04.1958      | сельское хозяйство |           |
| 25  | Вишняускене Геновайте Ионовна                                  | род. 1927               | Доярка колхоза «Кяляс и комунизма» Вилькийского района Литовской ССР | 05.04.1958      | сельское хозяйство |           |
| 26  | Восилене Магда Стасевна                                        | 18.02.1914 — 06.12.1980 | Доярка колхоза «Шешупе» Капсукского района Литовской ССР | 05.04.1958      | сельское хозяйство |           |
| 27  | Габалис Антанас Антанович                                      | 21.03.1927 — 20.03.2007 | Экскаваторщик Акмянского цементного завода Литовского совнархоза | 28.05.1960      | промстройматериалы | [ ГС 5 ]  |
| 28  | Галинене Гене Болесловна                                       | род. 1926               | Доярка экспериментального хозяйства Эльмининкской опытной станции Литовского научно-исследовательского института земледелия, Аникшчяйский район                          | 22.03.1966      | сельское хозяйство |           |
| 29  | Гальвялене Зофия Ионовна                                       | 1914 — ????             | Доярка колхоза «Тиеса» Паневежского района Литовской ССР | 22.03.1966      | сельское хозяйство |           |
| 30  | Гвазджяускас Костас Прано                                      | род. 1922               | Тракторист колхоза «Моседис» Скуодасского района Литовской ССР | 08.04.1971      | сельское хозяйство |           |
| 31  | Гележаускас Витаутас Мотеяус                                   | 03.10.1928 — 1992       | Старший мастер станкостроительного завода «Жальгирис» Литовского совнархоза, гор. Вильнюс                                                                                | 01.10.1965      | станкопром         |           |
| 32  | Гликас Костас Иокубович                                        | 25.08.1926 — 1992       | Председатель колхоза имени Ленина Шакяйского района Литовской ССР | 05.04.1958      | сельское хозяйство | [ ГС 6 ]  |
| 33  | Горбатенко Фёдор Иосифович                                     | 22.04.1917 — 1975       | Бригадир колхоза «Заветы Ленина» Шальчининкского района Литовской ССР | 12.12.1973      | сельское хозяйство | [ ГС 7 ]  |
| 34  | Добровольскис Пранцишкус-Станисловас Пранцишкович              | 08.02.1915 — 14.02.2007 | Председатель исполкома Капсукского районного Совета депутатов трудящихся Литовской ССР                                                                                   | 05.04.1958      | госуправление      | [ ГС 8 ]  |
| 35  | Довидайтис Юозас Юозо                                          | 1921 — ????             | Директор совхоза «Скарайтишкес» Расейнского района Литовской ССР | 08.04.1971      | сельское хозяйство | [ ГС 9 ]  |
| 36  | Докшас Зигмантас Станиславович                                 | род. 02.05.1933         | Директор совхоза имени XXV съезда КПСС Шилутского района Литовской ССР                                                                                                   | 30.03.1982      | сельское хозяйство | [ ГС 10 ] |
| 37  | Долгополова Любовь Осиповна                                    | 08.10.1931 — 21.04.1991 | Бригадир рабочих Вильнюсской кондитерской фабрики «Пяргале» Министерства пищевой промышленности Литовской ССР                                                            | 21.07.1966      | пищепром           |           |
| 38  | Домкене Янина Ионо                                             | род. 1929               | Доярка колхоза «Бейнорава» Радвилишкского района Литовской ССР | 08.04.1971      | сельское хозяйство |           |
| 39  | Дорофеева (Бурлакова) Феврония Акиндиновна                     | род. 1935               | Доярка колхоза «Ленино атминимас» Зарасайского района Литовской ССР | 08.04.1971      | сельское хозяйство |           |
| 40  | Дубаускас Витольдас Винцович                                   | 1919 — ????             | Заведующий фермой крупного рогатого скота колхоза «Шилупе» Вилкавишкского района Литовской ССР                                                                           | 22.03.1966      | сельское хозяйство |           |
| 41  | Дубинецене Алдона-Станислава Казевна                           | 1927—2009               | Доярка учебного хозяйства Литовской ветеринарной академии, Каунасский район Литовской ССР                                                                                | 08.04.1971      | сельское хозяйство |           |
| 42  | Дубовский Яков Калинович                                       | 13.05.1907 — 02.10.1987 | Руководитель группы треста «Оргтехстрой» Министерства строительства Литовской ССР, гор. Вильнюс                                                                          | 11.08.1966      | строительство      | [ ГС 11 ] |
| 43  | Евгеньев Сергей Иванович                                       | 30.03.1923 — 24.05.2004 | Капитан среднего рыболовного траулера № 4389 базы экспедиционного сельдяного лова, Литовская ССР                                                                         | 11.08.1960      | рыбпром            | [ ГС 12 ] |
| 44  | Жардецкайте Кристина Александровна                             | род. 1940               | Доярка Вильнюсского конного завода, Вильнюсский район Литовской ССР | 22.03.1966      | сельское хозяйство |           |
| 45  | Жемайтайтис Пятрас Миколович                                   | 1907 — ????             | Председатель колхоза «И коммунизма» Вилкавишкского района Литовской ССР                                                                                                  | 01.10.1965      | сельское хозяйство |           |
| 46  | Жечюс Леонардас Юргиевич                                       | род. 1921               | Первый секретарь Капсукского райкома Компартии Литвы | 05.04.1958      | госуправление      |           |
| 47  | Жмеяускас Пранас Ионо                                          | 1898 — ????             | Звеньевой племенного свиноводческого совхоза «Жеймяй» Министерства совхозов СССР, Литовская ССР                                                                          | 11.04.1949      | сельское хозяйство |           |
| 48  | Иодинскас Ионас Юргио                                          | 1902 — ????             | Звеньевой колхоза «Ленинский путь» Пасвальского уезда Литовской ССР | 27.04.1949      | сельское хозяйство |           |
| 49  | Йонайтис Зенонас Юргевич                                       | род. 1928               | Бригадир бетонщиков строительного управления № 2 Мажейкского строительного треста Министерства строительства Литовской ССР                                               | 12.07.1984      | строительство      |           |
| 50  | Казенене Стасе Адомовна                                        | 1919 — ????             | Свинарка колхоза «Павасарис» Пакруойского района Литовской ССР | 08.04.1971      | сельское хозяйство |           |
| 51  | Калинаускас Станиславас Миколович                              | род. 1924               | Бригадир колхоза «Кепаляй» Ионишкского района Литовской ССР | 23.06.1966      | сельское хозяйство |           |
| 52  | Карейва Феликсас Валентинович                                  | 1900 — 24.07.1987       | Заведующий фермой крупного рогатого скота колхоза имени Сталина Прекульского района Литовской ССР                                                                        | 05.04.1958      | сельское хозяйство |           |
| 53  | Катинайтис Антанас Юозович                                     | 1904 — ????             | Колхозник колхоза «Тиеса» Шакяйского района Литовской ССР | 23.06.1966      | сельское хозяйство |           |
| 54  | Кизелене Гражина Антановна                                     | род. 1934               | Ткачиха фабрики шерстяных тканей «Дробе» Литовского совнархоза, гор. Каунас                                                                                              | 01.10.1965      | легпром            |           |
| 55  | Кирилявичус Юозас Ионович                                      | 1907 — ????             | Бригадир колхоза «Тарибу Лиетува» Капсукского района Литовской ССР | 23.06.1966      | сельское хозяйство |           |
| 56  | Кондротас Юозас Норбертович                                    | 1918 — ????             | Председатель колхоза «Ленино келю» Укмергского района Литовской ССР | 08.04.1971      | сельское хозяйство |           |
| 57  | Кочерягина Анна Казимировна                                    | род. 1920               | Доярка совхоза «Шальчининкай» Шальчининкского района Литовской ССР | 05.04.1958      | сельское хозяйство |           |
| 58  | Красаускас Бенадас Мартинович                                  | 1893 — ????             | Председатель колхоза «Ауксине варпа» Расейнского района Литовской ССР | 22.03.1966      | сельское хозяйство |           |
| 59  | Кретавичюс Генрикас Константинович                             | 1928—2005               | Председатель колхоза «Риту аушра» Кедайнского района Литовской ССР | 24.07.1986      | сельское хозяйство | [ ГС 13 ] |
| 60  | Кубилюс Йонас Пятрович                                         | 27.07.1921 — 30.10.2011 | Ректор и заведующий кафедрой теории вероятностей и теории чисел Вильнюсского государственного университета, академик Академии наук Литовской ССР                         | 13.03.1969      | наука              | [ ГС 14 ] |
| 61  | Кудрицкайте Гауденция Ионовна                                  | род. 1930               | Доярка колхоза «Барюнай» Ионишкского района Литовской ССР | 01.10.1965      | сельское хозяйство |           |
| 62  | Кузминас Владас Клеменсас                                      | 09.04.1906 — 28.09.1972 | Слесарь вагонного депо Каунас Литовской железной дороги, Литовская ССР                                                                                                   | 01.08.1959      | транспорт          | [ ГС 15 ] |
| 63  | Куодене Стасе Эдвардо                                          | род. 1931               | Доярка колхоза «Кулва» Ионавского района Литовской ССР | 06.09.1973      | сельское хозяйство |           |
| 64  | Лабутис Юозас Антано                                           | 15.08.1932 — 01.04.2016 | Бригадир рабочих Каунасского мясокомбината Министерства мясной и молочной промышленности Литовской ССР                                                                   | 26.04.1971      | пищепром           |           |
| 65  | Лауниконене Роже Пятровна                                      | 1908 — ????             | Доярка колхоза имени Черняховского Капсукского района Литовской ССР | 05.04.1958      | сельское хозяйство |           |
| 66  | Лашукас Александрас Казио                                      | 1925—1980               | Бригадир маляров Биржайской передвижной механизированной колонны Паневежского территориального строительного треста Министерства сельского строительства Литовской ССР   | 07.05.1971      | строительство      |           |
| 67  | Левицкас Чесловас Ионович                                      | 10.06.1932 — 24.05.2012 | Старший крановщик Клайпедского морского торгового порта Министерства морского флота СССР, Литовская ССР                                                                  | 03.08.1960      | транспорт          | [ ГС 16 ] |
| 68  | Лекавичюс Юозас Юозо                                           | 1914 — ????             | Звеньевой колхоза «Каролис Пожела» Ионишкского уезда Литовской ССР | 27.04.1949      | сельское хозяйство |           |
| 69  | Ленгвинене Станислава-Алдона Антановна                         | род. 1942               | Доярка колхоза «Яунойи гвардия» Кретингского района Литовской ССР | 12.10.1988      | сельское хозяйство |           |
| 70  | Лескаускас Ионас Стасевич                                      | 24.06.1906 — 06.1974    | Бетонщик специализированного управления отделочных работ № 66 Шяуляйского стройтреста, Литовская ССР                                                                     | 01.10.1965      | строительство      | [ ГС 17 ] |
| 71  | Лешинскене Янина Прановна                                      | род. 1932               | Раскройщица Шяуляйского производственного кожевенно-обувного объединения «Эльняс» Министерства лёгкой промышленности Литовской ССР                                       | 04.03.1976      | легпром            |           |
| 72  | Луконин Николай Фёдорович                                      | род. 03.03.1928         | Директор Игналинской атомной электростанции Министерства среднего машиностроения СССР, Литовская ССР                                                                     | 02.08.1985      | атомпром           | [ ГС 18 ] |
| 73  | Лукошюс Пранас Адомович                                        | род. 1924               | Бригадир каменщиков строительного управления № 14 Клайпедского стройтреста, Литовская ССР                                                                                | 01.10.1965      | строительство      |           |
| 74  | Ляудис Казимерас Францевич                                     | 10.01.1901 — 23.05.1989 | Председатель Ревизионной комиссии Компартии Литвы, генерал-майор в отставке, гор. Вильнюс                                                                                | 09.01.1976      | госуправление      | [ ГС 19 ] |
| 75  | Малинаускас Альгирдас Юргио                                    | род. 1923               | Председатель колхоза «Драугас» Радвилишкского района Литовской ССР | 12.12.1973      | сельское хозяйство |           |
| 76  | Маразас Винцас-Пятрас Викторович                               | род. 28.11.1933         | Председатель колхоза «Жельсвяле» Капсукского района Литовской ССР | 12.10.1988      | сельское хозяйство |           |
| 77  | Маркявичене Элена Цезаревна                                    | род. 1935               | Ткачиха фабрики шёлковых тканей «Кауно аудиняй» Министерства лёгкой промышленности Литовской ССР, гор. Каунас                                                            | 12.05.1977      | легпром            |           |
| 78  | Маркялис Леонас Ионович                                        | 01.07.1912 — 04.12.1981 | Главный врач сельской участковой больницы Каунасского района Литовской ССР                                                                                               | 04.02.1969      | здравоохранение    | [ ГС 20 ] |
| 79  | Масколюнас Повилас Казимирович                                 | 29.06.1923 — 31.10.1995 | Директор совхоза «Куршеняй» Шяуляйского района Литовской ССР | 01.10.1965      | сельское хозяйство |           |
| 80  | Матулис Юозас Юозович                                          | 19.03.1899 — 25.06.1993 | Президент Академии наук Литовской ССР, директор Института химии и химической технологии АН Литовской ССР, гор. Вильнюс                                                   | 01.10.1965      | наука              | [ ГС 21 ] |
| 81  | Мацевичюс Казис Антано                                         | 02.01.1907 — 18.08.1974 | Председатель колхоза имени Каролиса Пожела Дотнувского района Литовской ССР                                                                                              | 05.04.1958      | сельское хозяйство | [ ГС 22 ] |
| 82  | Мацкевичюс Антанас Антанович                                   | 1927 — ????             | Тракторист Пасвальской МТС Пасвальского района Литовской ССР | 05.04.1958      | сельское хозяйство |           |
| 83  | Мацкевичюс Юозас Ионович                                       | 1907 — ????             | Звеньевой колхоза «Раудонойи жвайгжде» Пасвальского района Литовской ССР                                                                                                 | 05.04.1958      | сельское хозяйство | [ ГС 23 ] |
| 84  | Мачикунас Миколас Пятро                                        | 1908 — ????             | Станочник Ионавского мебельного комбината Министерства лесной, целлюлозно-бумажной и деревообрабатывающей промышленности СССР, Литовская ССР                             | 17.09.1966      | лесбумпром         |           |
| 85  | Мачюкинас Витаутас Юлионович                                   | род. 1931               | Капитан среднего рыболовного траулера № 36 базы активного морского лова, Литовская ССР                                                                                   | 11.08.1960      | рыбпром            |           |
| 86  | Межелайтис Эдуардас Беньяминович                               | 03.10.1919 — 06.06.1997 | Литовский поэт, переводчик, эссеист, гор. Вильнюс Литовской ССР | 27.09.1974      | культура           | [ ГС 24 ] |
| 87  | Межлайшкис Иозас Винцович                                      | 1912 — ????             | Председатель колхоза «Шешупе» Капсукского района Литовской ССР | 05.04.1958      | сельское хозяйство | [ ГС 25 ] |
| 88  | Мейлус Альбертас Пранович                                      | 16.09.1925 — ????       | Председатель колхоза «Тиеса» Паневежского района Литовской ССР | 16.03.1981      | сельское хозяйство | [ ГС 26 ] |
| 89  | Микалаускайте Эльвира Миколовна                                | род. 1932               | Доярка колхоза имени Черняховского Вилькийского района Литовской ССР | 05.04.1958      | сельское хозяйство |           |
| 90  | Миклушис Антанас Игнатович                                     | род. 1924               | Звеньевой племенного свиноводческого совхоза «Аштрон-Кирсна» Министерства совхозов СССР, Литовская ССР                                                                   | 11.04.1949      | сельское хозяйство |           |
| 91  | Микштене Валерия                                               | род. 1923               | Доярка совхоза «Леонполис» Укмергского района Литовской ССР | 22.03.1966      | сельское хозяйство |           |
| 92  | Милашевичюс Повилас Игнович                                    | род. 1930               | Председатель колхоза «Гегужес пирмойи» Рокишкского района Литовской ССР                                                                                                  | 22.03.1966      | сельское хозяйство |           |
| 93  | Милдажене Венера Васильевна                                    | род. 1927               | Крановщица управления механизации № 70 треста механизации Министерства строительства Литовской ССР                                                                       | 01.10.1965      | строительство      |           |
| 94  | Милто Болеслав Иванович                                        | 07.01.1934 — 1998       | Бригадир наладчиков Вильнюсского завода строительно-отделочных машин Министерства строительного, дорожного и коммунального машиностроения СССР, Литовская ССР            | 20.04.1971      | машиностроение     | [ ГС 27 ] |
| 95  | Минейкене Стасе Тадо                                           | 1916 — ????             | Телятница совхоза «Юкнайчяй» Шилутского района Литовской ССР | 22.03.1966      | сельское хозяйство |           |
| 96  | Митка Владас Каролио                                           | род. 1929               | Тракторист-комбайнёр колхоза «Пушалотас» Пасвальского района Литовской ССР                                                                                               | 12.12.1973      | сельское хозяйство |           |
| 97  | Михасько Василий Васильевич                                    | род. 1928               | Капитан-директор большого морозильного рыболовного траулера «Крылов» Литовского производственного управления рыбной промышленности                                       | 13.04.1963      | рыбпром            |           |
| 98  | Мишаткин Павел Филатович                                       | 15.02.1924 — 23.09.1975 | Мастер Балтийского судостроительного завода Литовского совнархоза, гор. Клайпеда                                                                                         | 01.10.1965      | транспорт          | [ ГС 28 ] |
| 99  | Мойжримас Стасис Адомович                                      | 1906 — ????             | Бригадир каменщиков Каунасского строительного треста Министерства строительства Литовской ССР                                                                            | 09.08.1958      | строительство      |           |
| 100 | Мотеюнене Зузана Антоновна                                     | род. 1923               | Звеньевая по выращиванию кукурузы колхоза «Алёнис» Ширвинтского района Литовской ССР                                                                                     | 07.03.1960      | сельское хозяйство |           |
| 101 | Нарбунтене Валерия Ионовна                                     | род. 1934               | Оператор свиноводческого комплекса колхоза «Ширвинта» Ширвинтского района Литовской ССР                                                                                  | 21.12.1983      | сельское хозяйство | [ ГС 29 ] |
| 102 | Науиокайтис Витас-Иокубас Иокубович                            | род. 1931               | Бригадир электрослесарей по сборке электродвигателей опытно-механического завода «Апвия» Литовского совнархоза, гор. Каунас                                              | 28.05.1960      | электропром        |           |
| 103 | Наюлис Костас Теодорович                                       | 1911—1972               | Обжигальщик кирпича Даугельского комбината строительных материалов Министерства промышленности строительных материалов Литовской ССР                                     | 28.07.1966      | промстройматериалы |           |
| 104 | Норейка Ионас Антано                                           | 01.09.1922 — 04.04.2013 | Бригадир комплексной бригады строительного управления № 2 Каунасского строительного треста № 1 Министерства строительства Литовской ССР                                  | 04.10.1966      | строительство      |           |
| 105 | Норейка Пранас Миколо                                          | 15.10.1927 — 17.09.2021 | Директор Литовской ГРЭС Главного управления энергетики и электрификации при Совете Министров Литовской ССР                                                               | 04.10.1966      | энергетика         | [ ГС 30 ] |
| 106 | Палецкис Юстас Игнович                                         | 22.01.1899 — 26.01.1980 | Председатель Совета национальностей Верховного Совета СССР, Литовская ССР                                                                                                | 22.01.1969      | госуправление      | [ ГС 31 ] |
| 107 | Пашвянскас Альбинас Антано                                     | 1930—2007               | Машинист бумагоделательной машины бумажной фабрики имени Ю. Яниса Министерства целлюлозно-бумажной промышленности СССР, гор. Каунас Литовской ССР                        | 20.04.1971      | лесбумпром         |           |
| 108 | Петраускас Казимерас Матович                                   | 06.02.1914 — 12.12.2005 | Первый секретарь Клайпедского райкома Компартии Литвы | 08.04.1971      | госуправление      |           |
| 109 | Плёплис Альбинас Ионович                                       | 15.07.1913 — 22.09.1973 | Директор шёлкового комбината имени П. Зибертаса Министерства лёгкой промышленности Литовской ССР, гор. Каунас                                                            | 05.04.1971      | легпром            | [ ГС 32 ] |
| 110 | Плешкене Мариона Станиславовна                                 | 1909 — ????             | Свинарка колхоза «Лепсна» Тельшяйского района Литовской ССР | 05.04.1958      | сельское хозяйство |           |
| 111 | Пожела Юрас Карлович                                           | 05.12.1925 — 20.11.2014 | Президент Академии наук Литовской ССР, академик Академии наук Литовской ССР и Академии наук СССР, гор. Вильнюс                                                           | 04.12.1985      | наука              | [ ГС 33 ] |
| 112 | Пономарёв Анатолий Дмитриевич                                  | род. 1940               | Бригадир комплексной бригады строительно-монтажного управления № 1 Западного управления строительства Министерства среднего машиностроения СССР, Литовская ССР           | 02.08.1985      | атомпром           | [ ГС 34 ] |
| 113 | Попов Артемий Прокофьевич                                      | род. 1931               | Шофёр Шяуляйского автобусного парка Министерства автомобильного транспорта Литовской ССР                                                                                 | 23.01.1974      | транспорт          |           |
| 114 | Поцевичюс Феликсас Никодемович                                 | род. 1921               | Председатель колхоза имени Черняховского Вилькийского района Литовской ССР                                                                                               | 05.04.1958      | сельское хозяйство |           |
| 115 | Прунскус Костас Ионович                                        | 1907—1983               | Колхозник колхоза «Тарибинис Артояс» Биржайского района Шяуляйской области Литовской ССР                                                                                 | 28.08.1950      | сельское хозяйство |           |
| 116 | Пужайтис Вацловас Юлиёнович                                    | 1925 — ????             | Составитель поездов станции Радвилишкис Прибалтийской железной дороги, Литовская ССР                                                                                     | 04.08.1966      | транспорт          | [ ГС 35 ] |
| 117 | Пуйшене Антанина-Она Мечио                                     | род. 1941               | Доярка экспериментального хозяйства «Станюнай» Прибалтийской зонально-опытной станции по птицеводству, Паневежский район Литовской ССР                                   | 10.03.1976      | сельское хозяйство |           |
| 118 | Пукас Витаутас Юозович                                         | 1928—1987               | Бригадир комплексной бригады строительного управления № 4 Клайпедского строительного треста Министерства строительства предприятий тяжёлой индустрии СССР, Литовская ССР | 08.01.1974      | строительство      | [ ГС 36 ] |
| 119 | Пушинскайте Стефания-Геновайте Казевна                         | 1938—2006               | Монтажница Каунасского радиозавода Министерства радиопромышленности СССР, Литовская ССР                                                                                  | 29.07.1966      | радиоэлектронпром  |           |
| 120 | Ракаускас Казимерас Альфонсович                                | 1926—1997               | Председатель колхоза «Чуленай» Молетского района Литовской ССР | 27.12.1976      | сельское хозяйство |           |
| 121 | Раткус Игнас Валерионович                                      | 1913 — ????             | Мастер-механик Шяуляйского молочного комбината Министерства мясной и молочной промышленности Литовской ССР                                                               | 14.06.1966      | пищепром           |           |
| 122 | Раупис Повилас Юозович                                         | род. 1927               | Тракторист совхоза «Онушкис» Рокишкского района Литовской ССР | 12.12.1973      | сельское хозяйство |           |
| 123 | Римейкене Зося Казио                                           | род. 1923               | Свинарка колхоза «Раудонойи жвайгжде» Шяуляйского района Литовской ССР                                                                                                   | 08.04.1971      | сельское хозяйство |           |
| 124 | Римкявичюс Казимерас Домининкович                              | 1926—2011               | Фрезеровщик Вильнюсского завода шлифовальных станков Министерства станкостроительной и инструментальной промышленности СССР, Литовская ССР                               | 03.01.1974      | станкопром         |           |
| 125 | Романовская (Гилевская) Мария Ивановна                         | род. 1938               | Доярка колхоза «Аушра» Вильнюсского района Литовской ССР | 08.04.1971      | сельское хозяйство |           |
| 126 | Рушенене Емелия Миколовна                                      | род. 1921               | Свинарка совхоза «Онушкис» Рокишкского района Литовской ССР | 08.04.1971      | сельское хозяйство |           |
| 127 | Савельев Павел Иванович                                        | 1918 — ????             | Токарь Вильнюсского станкостроительного завода «Коммунарас» Министерства станкостроительной и инструментальной промышленности СССР, Литовская ССР                        | 05.04.1971      | станкопром         |           |
| 128 | Саукалене Барбора Ионовна                                      | 1917 — ????             | Доярка колхоза имени Черняховского Клайпедского района Литовской ССР | 05.04.1958      | сельское хозяйство |           |
| 129 | Саулявичюс Антанас Юозович                                     | род. 1921               | Шофёр Алитусской автотранспортной колонны Министерства автомобильного транспорта Литовской ССР                                                                           | 04.05.1971      | транспорт          |           |
| 130 | Свилайнис Пранас Антано                                        | род. 1929               | Фрезеровщик Вильнюсского завода счётных машин имени В. И. Ленина Министерства приборостроения, средств автоматизации и систем управления СССР, Литовская ССР             | 20.04.1971      | приборостроение    |           |
| 131 | Селенене Елеонора Степоновна                                   | род. 1942               | Бригадир колхоза «Науясодис» Утенского района Литовской ССР | 27.12.1976      | сельское хозяйство | [ ГС 37 ] |
| 132 | Сикорскис Иозас Стасиович                                      | 1936—1993               | Слесарь Каунасского станкостроительного завода имени Дзержинского Министерства станкостроительной и инструментальной промышленности СССР, Литовская ССР                  | 08.08.1966      | станкопром         | [ ГС 38 ] |
| 133 | Синкевичюс Антанас-Пранас Станиславович                        | 13.03.1928 — 20.04.1982 | Электрогазосварщик вагонного депо Вильнюс Прибалтийской железной дороги, Литовская ССР                                                                                   | 05.03.1976      | транспорт          |           |
| 134 | Сипович Франц Иосифович                                        | 1905 — ????             | Директор совхоза «Шальчининкай» Шальчининкского района Литовской ССР | 05.04.1958      | сельское хозяйство | [ ГС 39 ] |
| 135 | Смалакис Антанас Прано                                         | 01.12.1932 — 19.05.2017 | Бригадир комплексной бригады строительного управления № 1 Паневежского строительного треста Министерства строительства Литовской ССР                                     | 07.05.1971      | строительство      | [ ГС 40 ] |
| 136 | Снечкус Антанас Юозович                                        | 07.01.1903 — 22.01.1974 | Первый секретарь Коммунистической партии Литвы, гор. Вильнюс | 05.01.1973      | госуправление      | [ ГС 41 ] |
| 137 | Сонгайла Викторас Ионович                                      | 1933—2012               | Машинист экскаватора Шилутского управления мелиоративного строительства Министерства мелиорации и водного хозяйства Литовской ССР                                        | 23.06.1966      | мелиоводхоз        |           |
| 138 | Спурга Валентинас Пятрович                                     | род. 25.04.1929         | Директор Капсукской школы-интерната имени В. Миколайтиса-Путинаса Капсукского района Литовской ССР                                                                       | 01.07.1968      | образование        | [ ГС 42 ] |
| 139 | Стаквилявичюс Альгирдас Винцович                               | род. 1929               | Председатель колхоза «Кирсна» Лаздийского района Литовской ССР | 08.04.1971      | сельское хозяйство |           |
| 140 | Станжене Она Ионовна                                           | род. 1923               | Бригадир прядильного цеха фабрики «Триничяй», гор. Клайпеда Литовской ССР                                                                                                | 07.03.1960      | легпром            |           |
| 141 | Станчикас Антанас Юозович                                      | 1899—1974               | Звеньевой колхоза «Жлибинай» Плунгеского района Литовской ССР | 01.10.1965      | сельское хозяйство |           |
| 142 | Стельмокене Лидия Григорьевна                                  | род. 1929               | Маляр Вильнюсского стройтреста, Литовская ССР | 07.03.1960      | строительство      |           |
| 143 | Тамкявичюс Альбертас Рокович                                   | 1931—2007               | Капитан среднего рыболовного траулера № 39 Клайпедской базы морского рыболовного флота Министерства рыбного хозяйства СССР, Литовская ССР                                | 07.07.1966      | рыбпром            |           |
| 144 | Тамулис Альфонсас Повило                                       | род. 1931               | Бригадир колхоза «Кепаляй» Ионишкского района Литовской ССР | 12.12.1973      | сельское хозяйство |           |
| 145 | Урбонавичюс Мячис Валерийонович                                | род. 1922               | Бригадир колхоза «Риту аушра» Кедайнского района Литовской ССР | 23.06.1966      | сельское хозяйство |           |
| 146 | Урбонавичюс Степас Мариюнович                                  | род. 1928               | Машинист дизельного поезда локомотивного депо Вильнюс Прибалтийской железной дороги, Литовская ССР                                                                       | 04.05.1971      | транспорт          |           |
| 147 | Чепенене Станислава Валенто                                    | род. 1924               | Ткачиха Паневежского льнокомбината Министерства лёгкой промышленности Литовской ССР                                                                                      | 05.04.1971      | легпром            | [ ГС 43 ] |
| 148 | Чепулёнис Адольфас Винцович                                    | род. 1932               | Комбайнёр колхоза «Вильтис» Пакруойского района Литовской ССР | 13.12.1972      | сельское хозяйство | [ ГС 44 ] |
| 149 | Чипас Витаутас Ионо                                            | род. 1926               | Бригадир полеводческой бригады колхоза «Тарибине аушра» Купишкского района Литовской ССР                                                                                 | 08.04.1971      | сельское хозяйство |           |
| 150 | Чяпонкус Антанас Миколо                                        | 1921 — ????             | Машинист торфодобывающей машины Шяуляйского торфопредприятия Управления торфяной промышленности при Совете Министров Литовской ССР                                       | 20.04.1971      | торфопром          |           |
| 151 | Чяткаускайте Пранцишка Пятро                                   | 1922 — 11.2017          | Учительница Ретавской средней школы Плунгеского района Литовской ССР | 01.07.1968      | образование        |           |
| 152 | Шекштело (Багдонайте) Она Викторовна                           | род. 1937               | Свинарка совхоза «Цирклишкис» Швенчёнского района Литовской ССР | 07.03.1960      | сельское хозяйство |           |
| 153 | Шерейва Казимерас                                              | 19.05.1929 — 08.04.1983 | Тракторист колхоза «Драугас» Радвилишкского района Литовской ССР | 23.06.1966      | сельское хозяйство |           |
| 154 | Шештакаускене-Виткаускайте (Виткаускайте) Станислава Миколовна | род. 1937               | Агроном колхоза «Гинтарас» Ионавского района Литовской ССР | 07.03.1960      | сельское хозяйство | [ ГС 45 ] |
| 155 | Шилейкис Пятрас Петрович                                       | 1925—2002               | Бригадир маляров Вильнюсского строительного треста № 2 Министерства строительства Литовской ССР                                                                          | 28.06.1974      | строительство      | [ ГС 46 ] |
| 156 | Шимукаускас Ионас Антано                                       | 1927—2004               | Машинист паровоза паровозного депо станции Вильнюс Прибалтийской железной дороги, Литовская ССР                                                                          | 01.10.1965      | транспорт          |           |
| 157 | Шлевинскене Броне Казевна                                      | 07.04.1936 — 06.09.2017 | Учительница Ленкимайской средней школы, Скуодасский район Литовской ССР                                                                                                  | 27.06.1978      | образование        |           |
| 158 | Шумаускас Мотеюс Юозович                                       | 15.11.1905 — 28.05.1982 | Председатель Президиума Верховного Совета Литовской ССР, гор. Вильнюс | 14.11.1975      | госуправление      | [ ГС 47 ] |
| 159 | Яденкус Ионас Юозович                                          | род. 1922               | Свинарь совхоза «Кретингале» Клайпедского района Литовской ССР | 22.03.1966      | сельское хозяйство |           |
| 160 | Якубонене Михалина Теофилевна                                  | род. 1922               | Доярка экспериментального хозяйства Литовского научно-исследовательского института земледелия, Кедайнский район                                                          | 22.03.1966      | сельское хозяйство |           |
| 161 | Якштас Альфонсас Антанович                                     | 1917—1978               | Шофёр Вильнюсской автотранспортной конторы Министерства автомобильного транспорта и шоссейных дорог Литовской ССР                                                        | 05.10.1966      | транспорт          |           |
| 162 | Янушкене Агота Мотеевна                                        | 1907 — ????             | Председатель колхоза «Мусу атейтис» Пасвальского района Литовской ССР | 23.06.1966      | сельское хозяйство |           |
| 163 | Ясас Юозас Прано                                               | 22.10.1917 — 29.09.1986 | Директор совхоза «Бейнорава» Радвилишкского района Литовской ССР | 22.03.1966      | сельское хозяйство | [ ГС 48 ] |
| 164 | Яшинскас Пятрас Костович                                       | 20.10.1914 — 28.04.1986 | Главный врач республиканской больницы, гор. Каунас Литовской ССР | 23.10.1978      | здравоохранение    | [ ГС 49 ] |

## Уроженцы Литвы, удостоенные звания Героя Социалистического Труда в других регионах СССР
| № | Фамилия, имя, отчество | Даты жизни              | Деятельность                             | Дата присвоения       | Отрасль | ГС       |
| - | ---------------------- | ----------------------- | ---------------------------------------- | --------------------- | ------- | -------- |
| 1 | Кикоин Исаак Кушелевич | 28.03.1908 — 28.12.1984 | Академик Академии наук СССР, гор. Москва | 08.12.1951 27.03.1978 | наука   | [ ГС 1 ] |

| № | Фамилия, имя, отчество         | Даты жизни              | Деятельность | Дата присвоения | Отрасль            | ГС       |
| - | ------------------------------ | ----------------------- | --- | --------------- | ------------------ | -------- |
| 1 | Бах Алексей Николаевич         | 17.03.1857 — 13.05.1946 | Директор Института биохимии Академии наук СССР, академик-секретарь отделения химических наук АН СССР, академик АН СССР, гор. Москва             | 10.06.1945      | наука              | [ ГС 2 ] |
| 2 | Жерносеков Илья Митрикеевич    | 1922 — ????             | Бригадир бурильщиков Миргалимсайского рудника Ачисайского полиметаллического комбината Южно-Казахстанского совнархоза                           | 09.06.1961      | металлургия        | [ ГС 3 ] |
| 3 | Лебедев Александр Алексеевич   | 27.11.1893 — 15.03.1969 | Начальник отдела Государственного оптического института Министерства оборонной промышленности СССР, академик Академии наук СССР, гор. Ленинград | 21.06.1957      | наука              | [ ГС 4 ] |
| 4 | Надеждина Надежда Сергеевна    | 03.06.1908 — 11.10.1979 | Художественный руководитель Государственного академического хореографического ансамбля «Берёзка», народная артистка СССР, гор. Москва           | 02.06.1978      | культура           | [ ГС 5 ] |
| 5 | Чуплинскиене Фелиция Антоновна | род. 1924               | Доярка Лиелплатонской опытной станции животноводства Елгавского района Латвийской ССР                                                           | 07.03.1960      | сельское хозяйство | [ ГС 6 ] |